# Aleksandra Krzemieniecka
Aleksandra Krzemieniecka, née le 4 mai 1994, est une taekwondoïste polonaise. Elle évolue dans les catégories de poids -73 kg.

## Palmarès

### Championnats d'Europe
- Médaille de bronze en 2014 à Bakou (Azerbaïdjan), en catégorie -73 kg.